# Flemingia bhutanica
Flemingia bhutanica är en ärtväxtart som beskrevs av Andrew John Charles Grierson. Flemingia bhutanica ingår i släktet Flemingia och familjen ärtväxter. Inga underarter finns listade i Catalogue of Life.